# 少理阿爸
少理阿爸（英語：Ignoring Father）是一首香港原創粵語流行曲，由Jamaster A作曲、梁建邦填詞、尹光主唱，收錄於2002年由唱片公司紅點娛樂發行的同名錄音室專輯。

## 簡介
「廟街歌王」尹光在1970至1980年代推出多首膾炙人口的地道諧趣歌曲，多年來他帶著這些歌曲走埠登台表演，而聽眾多數為上了年紀的基層市井一族。到了千禧年代初，尹光已有一段時間沒有推出新歌曲。2002年，紅點娛樂向尹光所屬的唱片公司荷里活製作提出合作，為尹光製作一首電音饒舌歌曲。由於並非是他最擅長的曲風，起初公司不太支持，但最後同意借出尹光，令這首後來大受年青一代歡迎的歌曲得以推出。
〈少理阿爸〉由香港混音界先驅Jamaster A（楊振龍）製作，將千禧年代初相當流行的的士高音樂結合尹光標誌性的粵語數白欖曲藝，配上具爭議性但又帶教育意味的白話歌詞。歌曲主要想帶出1990年代末至2000年代初香港經濟衰退時期的社會的家庭倫理問題、濫藥問題和青少年問題，並紀錄了該段時期流行的銳舞派對文化。〈少理阿爸〉的歌詞甚具玩味，運用了很多粗口諧音和語帶雙關，而歌名便是最直接的例子。這首歌曲是香港粵語流行樂壇的一個邪典經典。

## 音樂錄影帶
〈少理阿爸〉的音樂錄影帶是一個低成本的製作，由香港導演宋本中執導，是他首次受薪的幕後工作，而參與拍攝的工作人員亦只有他一個。錄影帶主要於慈雲山配水庫7號球場取景，由尹光本人分飾歌曲中提及的父親、母親和兒子。尹光在音樂錄影帶中頭戴爆炸頭假髮、身穿背心底衫、手持菜刀的造型甚為特別。

## 評論及影響
〈少理阿爸〉初推出時被社會保守人士批評，亦不被主流傳媒所接納。但歌曲成功在的士高和年青一代之間廣泛傳播，並在往後的時間持續受網民所追捧，至今歌曲音樂錄影帶的YouTube點擊率已超過150萬。少理阿爸是尹光歌唱生涯後期最具代表性的作品之一，尹光多次在他的演唱會或其他表演上獻唱此曲，就連他開設Instagram個人專頁時也使用「Silly Father」作名稱。
有人認為，少理阿爸的副歌與波尼M合唱團〈Rasputin〉的主歌旋律非常相似。

## 改編作品及致敬
〈少理阿爸〉的旋律容易上口，過去多次被眾歌手在網上和傳統媒體翻唱或改編。以下為部份例子：
- 2018年，香港警務處邀請尹光翻唱改編版歌曲《少理距離就咪出街》，宣傳交通安全。[4]
- 香港地區組織慈雲山建設力量曾改編此曲，並在同一個球場拍攝音樂錄影帶。

## 外部連結
- 〈少理阿爸〉的音樂錄影帶 （页面存档备份，存于）